# Родіонов Михайло Йосипович
Михайло Йосипович Родіонов (нар. 20 липня 1902 — пом. 24 травня 1987) — радянський військовик, Герой Радянського Союзу (1944), у перші роки німецько-радянської війни командир 7-ї гвардійської механізованої бригади 3-го гвардійського механізованого корпусу 3-го Білоруського фронту, пізніше, з кінця 1944 року — начальник штабу бронетанкових і механізованих військ 1-го Прибалтійського фронту. Генерал-майор танкових військ (з липня 1944 р.).

## Біографія
Народився 20 липня 1902 року в селі Колесовому (нині Задонський район Липецької області) в селянській сім'ї. Росіянин. Закінчив початкову школу, працював табельником на цукровому заводі в місті Єльці. Член КПРС з 1920 року.
У 1920 році призваний в ряди Червоної Армії. Брав участь в Громадянській війні.
У 1921 році закінчив курси удосконалення командного складу (КУКС), в 1932 році — КУКС при Орловській бронетанковій школі.
З 1933 по 1940 рік знаходився у військово-будівельних частинах на Далекому Сході.
У боях німецько-радянської війни з 1942 року. Воював на 3-му Білоруському, 1-му Прибалтійському фронтах. Пройшов з боями від Сталінграду до Балтики.
7-а гвардійська механізована бригада під командуванням гвардії полковника М. Й. Родіонова відзначилась ході Вітебсько-Оршанської операції. 28 червня 1944 року переслідуючи відступаючого ворога, бригада увірвалася в місто Лепель Вітебській області і за підтримки інших частин відвоювала його.
Указом Президії Верховної Ради СРСР від 4 липня 1944 року за уміле керівництво військами і особисту хоробрість, проявлені при форсуванні річки Березини і при розгромі гітлерівського гарнізону в місті Лепелі гвардії полковникові Михайлу Йосиповичу Родіонову присвоєне звання Героя Радянського Союзу з врученням ордена Леніна і медалі «Золота Зірка» (№ 4161).
З кінця 1944 року — начальник штабу бронетанкових і механізованих військ 1-го Прибалтійського фронту, учасник боїв в Прибалтиці і Східній Пруссії.

Надгробок М. Й. Родіонова

Після закінчення війни продовжував службу в армії. У 1952 році закінчив курси удосконалення офіцерського складу при Військовій академії бронетанкових і механізованих військ. З 1952 року гвардії генерал-майор танкових військ М. Й. Родіонов — в запасі. Жив в Києві. Помер 24 травня 1987 року. Похований на Лук'янівському військовому кладовищі.

## Нагороди
Нагороджений двома орденами Леніна (4 липня 1944; 30 квітня 1945), чотирма орденами Червоного Прапора (22 лютого 1943; 14 листопада 1943; 3 листопада 1944; 15 листопада 1950), двома орденами Вітчизняної війни 1-го ступеня (10 квітня 1945; 6 квітня 1985), медалями.